# فورت سميث
فورت سميث (بالإنجليزية: Fort Smith, Arkansas) هي مدينة تقع في مقاطعة سيباستيان، أركنسو بولاية أركنساس في الولايات المتحدة. تبلغ مساحة هذه المدينة 170.5 (كم²)، وترتفع عن سطح البحر 141.1 م، بلغ عدد سكانها 86209 نسمة في عام 2010 حسب إحصاء مكتب تعداد الولايات المتحدة.

## التركيبة السكانية
حدّد مكتب تعداد الولايات المتحدة بيانات التركيبة السكانية لفورت سميث في تعداد الولايات المتحدة. في ما يلي، التركيبة السكانية حسب تعدادي 2000 و2010.

### تعداد عام 2000
بلغ عدد سكان فورت سميث 80,268 نسمة بحسب تعداد عام 2000، وبلغ عدد الأسر 32,398 أسرة وعدد العائلات 20,647 عائلة مقيمة في المدينة. في حين سجلت الكثافة السكانية 454.2 نسمة لكل كيلومتر مربع (1,176.4/ميل2). وبلغ عدد الوحدات السكنية 35,341 وحدة بمتوسط كثافة قدره 200 لكل كيلومتر مربع (518.0/ميل2).
وتوزع التركيب العرقي للمدينة بنسبة 76.99% من البيض و8.65% من الأمريكيين الأفارقة و1.69% من الأمريكيين الأصليين و4.59% من الأمريكيين ذوي الأصول الآسيوية و0.05% من سكان جزر المحيط الهادئ و5.03% من الأعراق الأخرى و2.99% من عرقين مختلطين أو أكثر و8.78% من الهسبانيون أو اللاتينيون من أي عرق.
بلغ عدد الأسر 32,398 أسرة كانت نسبة 33.8% منها لديها أطفال تحت سن الثامنة عشر تعيش معهم، وبلغت نسبة الأزواج القاطنين مع بعضهم البعض 47.1% من أصل المجموع الكلي للأسر، ونسبة 12.3% من الأسر كان لديها معيلات من الإناث دون وجود شريك، بينما كانت نسبة 4.3% من الأسر لديها معيلون من الذكور دون وجود شريكة وكانت نسبة 36.3% من غير العائلات. تألفت نسبة 30.7% من أصل جميع الأسر من عدة أفراد يعيشون في نفس المنزل ونسبة 10.9% كانت تتألف من شخص يعيش بمفرده يبلغ من العمر 65 عاماً أو أكثر. وبلغ متوسط حجم الأسرة المعيشية 2.42، أما متوسط حجم العائلات فبلغ 3.03.
بلغ العمر الوسطي للسكان 35.3 عاماً. وكانت نسبة 25.3% من القاطنين تحت سن الثامنة عشر، وكانت نسبة 9.6% بين الثامنة عشر والرابعة والعشرين عاماً، ونسبة 28.7% كانت واقعةً في الفئة العمرية ما بين الخامسة والعشرين والرابعة والأربعين عاماً، ونسبة 21.4% كانت ما بين الخامسة والأربعين والرابعة والستين، ونسبة 12.5% كانت ضمن فئة الخامسة والستين عاماً فما فوق. يوجد لكل 100 أنثى 94.5 ذكر، ويوجد لكل 100 أنثى في الثامنة عشر من عمرها فما فوق 91.5 ذكر.
بلغ متوسط دخل الأسرة في المدينة 32,157 دولارًا، أما متوسط دخل العائلة فبلغ 41,012 دولارًا. وكان متوسط دخل الذكور 29,799 دولارًا مقابل 22,276 دولارًا للإناث. وسجل دخل الفرد الخاص بالمدينة 18,994 دولارًا. وكانت نسبة 12.1% من العائلات ونسبة 15.8% من السكان تحت خط الفقر، وكان من هؤلاء نسبة 22.8% تحت سن الثامنة عشر ونسبة 9.6% في الخامسة والستين من العمر وما فوق.

### تعداد عام 2010
بلغ عدد سكان فورت سميث 86,209 نسمة بحسب تعداد عام 2010، وبلغ عدد الأسر 34,352 أسرة وعدد العائلات 21,367 عائلة مقيمة في المدينة. في حين سجلت الكثافة السكانية 487.8 نسمة لكل كيلومتر مربع (1,263.4/ميل2). وبلغ عدد الوحدات السكنية 37,899 وحدة بمتوسط كثافة قدره 214.5 لكل كيلومتر مربع (555.6/ميل2).
وتوزع التركيب العرقي للمدينة بنسبة 69.28% من البيض و9.04% من الأمريكيين الأفارقة و1.80% من الأمريكيين الأصليين و5.31% من الأمريكيين ذوي الأصول الآسيوية و0.11% من سكان جزر المحيط الهادئ و10.30% من الأعراق الأخرى و4.16% من عرقين مختلطين أو أكثر و16.46% من الهسبانيون أو اللاتينيون من أي عرق.
بلغ عدد الأسر 34,352 أسرة كانت نسبة 32.6% منها لديها أطفال تحت سن الثامنة عشر تعيش معهم، وبلغت نسبة الأزواج القاطنين مع بعضهم البعض 42.3% من أصل المجموع الكلي للأسر، ونسبة 14.3% من الأسر كان لديها معيلات من الإناث دون وجود شريك، بينما كانت نسبة 5.6% من الأسر لديها معيلون من الذكور دون وجود شريكة وكانت نسبة 37.8% من غير العائلات. تألفت نسبة 31.2% من أصل جميع الأسر من عدة أفراد يعيشون في نفس المنزل ونسبة 10.4% كانت تتألف من شخص يعيش بمفرده يبلغ من العمر 65 عاماً أو أكثر. وبلغ متوسط حجم الأسرة المعيشية 2.45، أما متوسط حجم العائلات فبلغ 3.10.
بلغ العمر الوسطي للسكان 35.1 عاماً. وكانت نسبة 25.5% من القاطنين تحت سن الثامنة عشر، وكانت نسبة 10.7% بين الثامنة عشر والرابعة والعشرين عاماً، ونسبة 26.1% كانت واقعةً في الفئة العمرية ما بين الخامسة والعشرين والرابعة والأربعين عاماً، ونسبة 25% كانت ما بين الخامسة والأربعين والرابعة والستين، ونسبة 12.7% كانت ضمن فئة الخامسة والستين عاماً فما فوق. وتوزع التركيب الجنسي للسكان بنسبة 48.7% ذكور و51.3% إناث.

## توأمة
لفورت سميث اتفاقيات توأمة مع:
- تشيستيرنا دي لاتينا

## أعلام
- جين ديفيدسون
- بوب باتريك
- براينت ريفز
- تشارلز س. إيبرهارت
- جليل أوكافور
- جيمس أرسين
- بادج باتي
- كرايغ غينتري
- كيمبرلي فوستر
- رون بروير

## وصلات خارجية
- http://www.fortsmithar.gov نسخة محفوظة 17 يوليو 2011 على موقع واي باك مشين.
- The US50 - Cities and Towns in Arkansas State
- 2012 United States Census Estimate